# Phare d'Adícora
Le phare d'Adícora est un phare actif situé dans le village d'Adícora sur la municipalité de Falcón sur la péninsule de Paraguaná au nord de l'État de Falcón au Venezuela.
Le phare appartient à la marine vénézuélienne et il est géré par l'Oficina Coordinadora de Hidrografía y Navegación (Ochina).

## Histoire
La péninsule de Paraguaná fut autrefois une île rattachée maintenant au continent par un tombolo  qui se trouve dans le Parc national Los Médanos de Coro.
Un premier phare a été établi en 1931 dans le village d'Adicora, sur une tour métallique à claire-voie de 12 m de haut, à l'est de la péninsule. Il a été remplacé par le phare actuel. Il ne se visite pas.

## Description
Ce phare est une tour circulaire en fibre de verre à claire-voie, avec une galerie et lanterne hexagonale de 16 m de haut, sur une base circulaire. Le phare est peint avec des bandes rouges et blanches horizontales. Il émet, à une hauteur focale de 17 m, un éclat blanc d'une seconde par période de 16 secondes. Sa portée est de 23 milles nautiques (environ 43 km).

Identifiant : ARLHS : VEN-044 - Amirauté : J6428 - NGA : 16904 .

## Caractéristique dufeu maritime
Fréquence : 16 secondes (W)
- Lumière : 1 seconde
- Obscurité : 15 secondes

|              |
| Localisation |

|                        |
| Péninsule de Paraguaná |

|          |
| Le phare |

|         |
| Adicora |

### Lien connexe
- Liste des phares du Vénézuela